# Мінеїті Кога
Мінеїті Кога (яп. 古賀 峯; 25 вересня 1885, Аріта, Японська імперія — 31 березня 1944, Давао, Республіка Філіппіни) — японський військовий діяч, флотоводець, маршал флоту (1 травня 1944, посмертно), учасник Другої світової війни. Після смерті Ісороку Ямамото змінив його на посаді очільника Об'єднаного флоту, проте невдовзі і сам загинув у авіакатастрофі.  

## Ранні роки
Мінеїті Кога народився 25 вересня 1885 року в містечку Аріта, що в префектурі Саґа (острів Кюсю). Після завершення школи вступив до Військової академії флоту Японії і закінчив її 1906 року, ставши чотирнадцятим за успішністю з-поміж 176 курсантів. Того ж року у званні мічмана Кога почав службу на флоті на борту крейсера Мацусіма. Брав участь у подорожі в Сінгапур, Порт-Артур, Циндао, Пусан та інші міста. Повернувшись додому, отримав звання молодшого лейтенанта й був перенаправлений на крейсер Каторі. Пізніше проходив службу на кораблях Отова та Сума. 
У званні лейтенанта Кога служив на борту кораблів Сойя та Акі. 1911 року став старшим лейтенантом і продовжив кар'єру на судні Касіма. Пізніше Кога працював у штабі берегової охорони до свого чергового підвищення у званні у 1917 році. 

## Подальший розвиток кар'єри
У Першій світовій війні Кога участі фактично не брав. Попри це, 1920 року він відправився у дипломатичне відрядження до Франції. Повернувшись додому 1922 року, був направлений на важкий крейсер Кітакамі. 1926 року знову відправився до Франції, проте цього разу обійняв посаду військового аташе при посольстві у Парижі. 

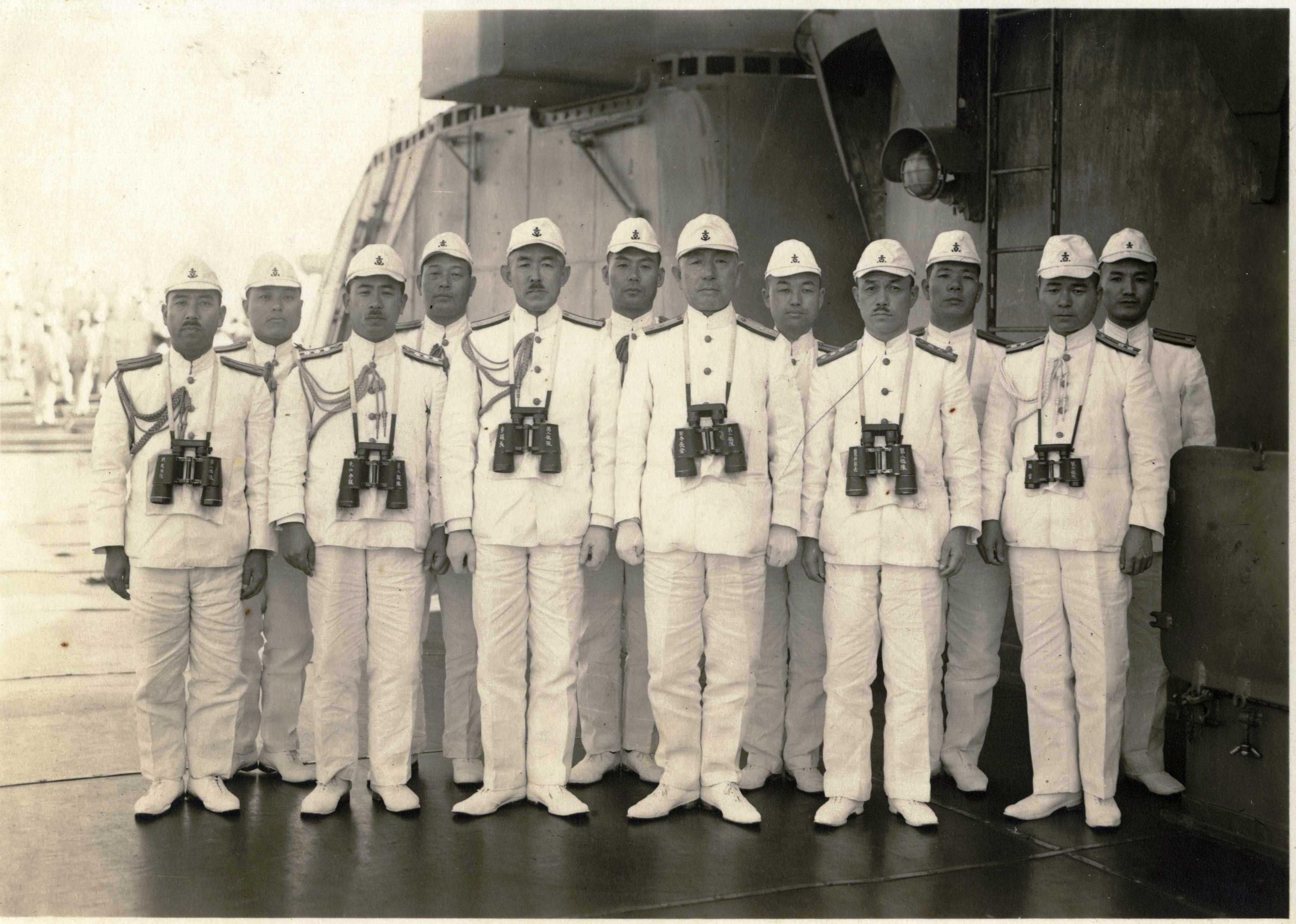
Мінеїті Кога (передній ряд, третій праворуч) разом із офіцерами штабу 2-о флоту Японії

Повернувшись додому, Кога очолив військово-морську базу в місті Йокосука. 31 грудня 1930 року став командиром крейсера Аоба, а рівно через рік — лінкора Ісьо. 31 грудня 1932 року був підвищений до контрадмірала та очолив управління розвідки при Генеральному штабі флоту. 1936 року, отримавши звання віцеадмірала, Мінеїті став заступником начальника Генерального штабу флоту Японської імперії.
1939 року Кога очолив 2-й флот, а 1941 року — флот Китайського регіону. 

## Друга світова війна
Мінеїті повністю підтримував адмірала Ямамото у побоюваннях останнього щодо ведення війни зі Сполученими штатами, проте був проти ідей Ісороку щодо зміщення акценту на користь авіації, залишаючись переконаним прихильником лінкорів як і більшість офіцерів старої школи. Попри це, Кога брав участь у плануванні нападу на Перл-Гарбор та у практичній реалізації даного плану. Пізніше він керував плануванням та командував веденням переможної для японців битви за Гонконг.
З травня 1942 року Кога обіймав посаду командувача військово-морської бази в Іокасуці. 31 березня 1943 року він був підвищений до адмірала.

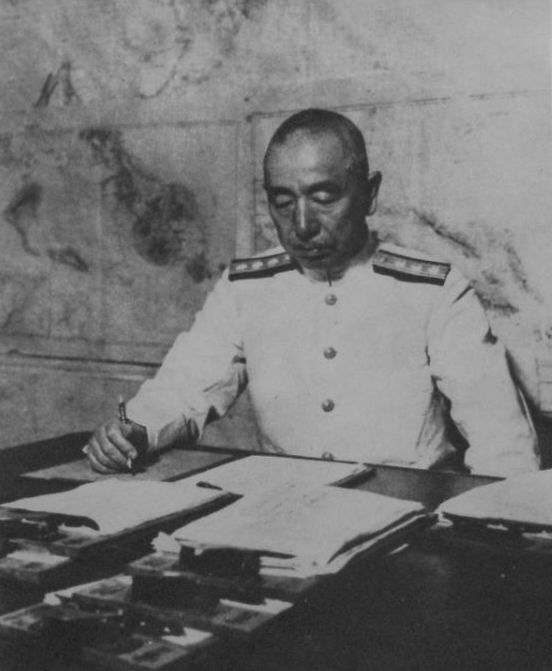
Очільник Об'єднаного флоту адмірал Мінеїті Кога, 1943 рік

Після смерті адмірала Ямамото 18 квітня 1943 року, Кога став новим очільником Об'єднаного флоту. Своїм флагманським кораблем він обрав лінкор Мусасі. Мінеїті спробував відновити боєздатність флоту шляхом його реорганізації та поділу на окремі мобільні групи, що мали будуватися навколо авіаносців, а також шляхом створення потужного авіаційного флоту для налагодження взаємодії даних сил. Він планував завдати удару по американських з'єднання біля Алеутських островів, а тоді організувати нову велику морську битву наприкінці 1943 року. Проте великі втрати у живій силі та авіації змусили японців покинути Соломонові острови, також вони втратили базу в Рабаулі та зазнали поразки на островах Гілберта. Тому Кога змінив початковий план. Тепер він зосередився на тому, щоб зберегти якомога більшу кількість кораблів, щоб зустріти американський флот на підступах до Маріанських островів і Філіппінського моря. Крім того, Мінеїті працював над посиленням конвоїв торгового флоту та організацією боротьби з американськими підводними човнами. 
Мінеїта Кога загинув 31 березня 1944 року, здійснюючи політ та споглядаючи за виведенням сил Об'єднаного флоту з його баз на Філіппінах. Літак адмірала потрапив у тайфун між Палау і Давао, після чого пілоти не впоралися з керуванням і відбулася авіакатастрофа. Про загибель адмірала офіційно було оголошено лише у травні 1944 року. 

## Нагороди
- Знак випускника училища морських офіцерів
- Пам'ятна медаль вступу на престол імператора Тайсьо
- Військова медаль 1918—1920
- Медаль Перемоги
- Пам'ятна медаль вступу на престол імператора Сьова
- Орден Вранішнього Сонця 4-го і 1-го класу
- Орден Золотого шуліки 1-го ступеня
- Орден Священного скарбу 1-го класу
- Орден Почесного легіону, офіцерський хрест (Франція)
- Медаль Маньчжурського інциденту
- Медаль Китайського інциденту 1937
- Пам'ятна медаль «2600 років Японії»
- Знак командора
- Знак маршала (1944; посмертно)

### Маньчжурська держава
- Медаль національного фонду «Велика Маньчжурія»
- Пам'ятна медаль імператорського візиту в Японію

### Третій Рейх
- Залізний хрест 2-го і 1-го класу
- Лицарський хрест Залізного хреста з дубовим листям (12 травня 1944; посмертно) — отримав лицарський хрест і дубове листя одночасно.